# Sværd
 Der er for få eller ingen kildehenvisninger i denne artikel, hvilket er et problem. Du kan hjælpe ved at angive troværdige kilder til de påstande, som fremføres i artiklen.

Et sværd er et håndvåben lavet af et langt skarpt stykke metal kaldet en klinge monteret på et fæste. Klingen og dermed sværdet kan have én eller to skarpe kanter – ægge og kaldes henholdsvis et enægget sværd og et toægget sværd. Et enægget sværd kaldes en sabel.

## Fremstilling
Stærke klinger er damaskeret, hvilket vil sige at metallet er lagdelt (typisk stål). 
At smede et sværd har krævet det ypperste af tidens smede. Metallet skal holde sig skarpt og må hverken bøje eller knække. Derfor udvikledes teknikker til at sammensmede opkullet jern (stål), der er hårdt, men skørt, med det blødere smedejern.

## Udvikling og typer
Sværdets længde kan variere, men det er længere end en daggert. De ældste sværd udvikledes af stadig længere daggerter i bronzealderen (3000 f.Kr.).
Antikkens græske krigere brugte et ca. 60 cm langt tveægget sværd, xiphos og et tungere enægget, machaira. Romerske legionærer anvendte et kort, bredt stiksværd, gladius; rytterne det lidt længere spatha der både kunne stikke og hugge. I middelalderen blev ryttersværdet tungere og længere. Ofte med greb til to hænder, eller "halvanden hånd" (bastard-sværd). Udbredelsen af skydevåben gjorde ikke sværdet overflødigt, men gav det nye funktioner. Uden rustning var det nødvendigt at parere, og nye slanke og lette stiksværdtyper vandt frem. 
Et bøddelsværd til henrettelser manglede ofte en spids; det skulle kun bruges til hug. Det fortælles, at nogle bøddelsværd havde en kanal i klingen, hvor noget kviksølv slyngedes frem for at forstærke hugget. Ingen sværd af den konstruktion er bevaret, og både fortællingen og funktionen er tvivlsom. 
Krumme sværd var brugt i hele Asien. Med tyrkernes kampe mod Østrig-Ungarn blev de introduceret i Europa og modificeret til ryttersablen, der først og fremmest er et hugvåben. 